# كارتر براون
كارتر براون (بالإنجليزية: Carter Brown)‏ هو كاتب أمريكي وأسترالي، ولد في 1 أغسطس 1923 في لندن في المملكة المتحدة، وتوفي في 5 مايو 1985 في Cremorne, New South Wales ‏ في أستراليا.

## وصلات خارجية
- كارتر براون على موقع IMDb (الإنجليزية)